# Gemeinschaft och Gesellschaft
Gemeinschaft och Gesellschaft är två sociologiska begrepp myntade av den tyske sociologen Ferdinand Tönnies (1855-1936) i skriften Gemeinschaft und Gesellschaft 1887. De var ett led i en kritik av den industriella samhällsutvecklingen och fick stor betydelse inom 1900-talets sociologi. 
Begreppen beskriver två olika samhällstyper där det första, Gemeinschaft, avser en samhällsform som bygger på personliga och familjära relationer, ärvd status och en enande känsla av gemenskap liknande medeltidens skråsamhälle. Gesellschaft avser en mer modern samhällstyp med individualism, arbetsfördelning, institutioner och status skapad genom arbete och utbildning. 
Ett nutida exempel på Gemeinschaft vore exempelvis Amishfolket i USA, medan själva staten USA kan sägas representera Gesellschaft. 

## Gemeinschaft
Gemeinschaft översätts ofta med "gemenskap" och är en gruppering där individerna är inriktade på den kollektiva nyttan mer än individuell vinning. I Gemeinschaftstypen finns därför en gemensam moral, tydliga normer för socialt beteende och stark känsla av ansvar. Tönnies beskriver Gemeinschaft som en slags "enad viljestyrka", där just familjekonstellationen är ursprungsmodellen för hur kollektivet ska fungera. Den ärvda statusen har stor betydelse, exempelvis genom att yrken går i arv såsom ofta var fallet i bondesamhället. Vidare karaktäriseras Gemeinschaft av att man ej har genomfört någon avancerad arbetsfördelning och att man har mycket primitiva sociala institutioner. Behovet av extern social kontroll är marginellt, eftersom gemenskaps- och lojalitetskänslan för kollektivets bästa i hög grad styr individernas handlingar. 

## Gesellschaft
Gesellschaft, som i tyskan vanligen avser ett slags företag eller kommersiell organisation och översätts närmast med sällskap eller samhälle, beskriver det moderna samhällets tendens att låta individens intresse gå före det kollektiva. Gesellschaftsamhället saknar de enande normerna, moral- och samhörighetskänslan upprätthålls främst genom att individerna agerar för sin egen vinnings skull. Även status skapas genom individens prestationer. Vidare bygger gesellschaftsamhället i hög grad på sekundära relationer mer än familj- eller grannskapstillhörigheten, vilket samtidigt gör samhället mer utsatt för klassmotsättningar. Arbetsfördelningen är långt driven och skapar helt andra förutsättningar för konsumtionen.